# Proteuxoa microdes
Proteuxoa microdes là một loài bướm đêm thuộc họ Noctuidae. Loài này có ở New South Wales.